# Urolophus javanicus
Urolophus javanicus är en rockeart som först beskrevs av Martens 1864.  Urolophus javanicus ingår i släktet Urolophus och familjen Urolophidae. IUCN kategoriserar arten globalt som akut hotad. Inga underarter finns listade i Catalogue of Life.